# 宇佐風土記の丘
宇佐風土記の丘（うさふどきのおか）は、文化庁の風土記の丘設置構想に基づき、1981年（昭和56年）に大分県宇佐市大字高森字京塚に開設された野外博物館・史跡公園である。

## 概要
九州最古の前方後円墳である赤塚古墳をはじめとするの6基の前方後円墳及びその周囲の古墳群からなり、国の史跡に指定されている川部・高森古墳群を中心とした総面積19.2ヘクタールの大規模な史跡公園で、宇佐市を南から北に縦貫する駅館川右岸の台地上に位置している。
敷地内には、その中心となる展示・研究施設として、大分県立歴史博物館が開設されている。この博物館は、宇佐風土記の丘の開設と同時に大分県立宇佐風土記の丘歴史民俗資料館として開館し、1998年（平成10年）に常設展示館の増設等を行なうとともに大分県立歴史博物館に改称して、現在に至っている。
また、園内各所には、四季の花木が植栽されており、特に、4月の桜と6月の菖蒲は、名所として有名である。